# Gornozavodsk
Gornozavodsk è una città della Russia europea nordorientale (Territorio di Perm'); appartiene al rajon Gornozavodskij, del quale è il capoluogo.

## Geografia
Sorge nella parte orientale del Territorio di Perm', nel pedemonte degli Urali, 192 chilometri a nordest del capoluogo Perm'.

## Storia
La cittadina venne fondata nel 1947 con il nome di Pašija, come insediamento operaio attorno ad un nuovo cementificio. Ricevette lo status di città nel 1965, ricevendo nel contempo anche il nome attuale.